# Guvernul Angela Merkel (4)
Al patrulea cabinet Merkel (în germană: Kabinett Merkel IV) a fost cel de al 23-lea guvern federal al Germaniei, care a depus jurământul la 14 martie 2018 după ce Angela Merkel a fost propusă drept cancelar de președintele federal Frank-Walter Steinmeier și aleasă de Bundestag la primul tur de scrutin.
Guvernul a fost susținut de o coaliție a Uniunii Creștin-Democrate (CDU), Uniunii Creștine-Sociale din Bavaria (CSU) și Partidului Social Democrat (SPD), așa cum a fost predecesorul său imediat. Olaf Scholz (SPD) l-a înlocuit pe Sigmar Gabriel în funcția de locțiitorul cancelarului federal, iar liderul CSU, Horst Seehofer, a devenit ministrul federal de interne, construcții și dezvoltare teritorială.
Cabinetul a fost demis la 26 octombrie 2021 odată cu sesiunea de deschidere a celui de-al 20-lea Bundestag nou ales, dar va rămâne în funcție ca guvern interimar, până la alegerea unui nou cancelar.

## Compoziție
Cabinetul este format din cancelarul Angela Merkel și cincisprezece (paisprezece din 20 mai 2021) miniștri federali. Paisprezece miniștri conduc un departament (din 20 mai 2021, un ministru conduce două departamente); un membru al cabinetului, șeful cancelariei, este ministru federal pentru afaceri speciale fără portofoliu. CDU are șapte poziții, SPD are șase și CSU are trei, după cum urmează:
| Order | Funcție                                                                   | Portret | Ministru                   | Partid | Partid | A preluat funcția | A părăsit funcția |
| ----- | ------------------------------------------------------------------------- | ------- | -------------------------- | ------ | ------ | ----------------- | ----------------- |
| 1     | Cancelarul Republicii Federale Germania                                   |         | Angela Merkel              | CDU    |        | 14 martie 2018    | 8 decembrie 2021  |
| 2     | Locțiitorul Cancelarului Federal Ministrul Federal al Finanțelor          |         | Olaf Scholz                | SPD    |        | 14 martie 2018    | 8 decembrie 2021  |
| 3     | Ministrul Federal de Interne, Construcții și Dezvoltare Teritorială       |         | Horst Seehofer             | CSU    |        | 14 martie 2018    | 8 decembrie 2021  |
| 4     | Ministrul Federal al Afacerilor Externe                                   |         | Heiko Maas                 | SPD    |        | 14 martie 2018    | 8 decembrie 2021  |
| 5     | Ministrul Federal al Economiei și Energiei                                |         | Peter Altmaier             | CDU    |        | 14 martie 2018    | 8 decembrie 2021  |
| 6     | Ministrul Federal al Justiției și Protecției Consumatorilor               |         | Katarina Barley            | SPD    |        | 14 martie 2018    | 27 iunie 2019     |
| 6     | Ministrul Federal al Justiției și Protecției Consumatorilor               |         | Christine Lambrecht        | SPD    |        | 27 iunie 2019     | 8 decembrie 2021  |
| 7     | Ministrul Federal al Muncii și Problemelor Sociale                        |         | Hubertus Heil              | SPD    |        | 14 martie 2018    | 8 decembrie 2021  |
| 8     | Ministrul Federal al Apărării                                             |         | Ursula von der Leyen       | CDU    |        | 17 Decembrie 2013 | 17 iulie 2019     |
| 8     | Ministrul Federal al Apărării                                             |         | Annegret Kramp-Karrenbauer | CDU    |        | 17 iulie 2019     | 8 decembrie 2021  |
| 9     | Ministrul Federal pentru Alimentație și Agricultură                       |         | Julia Klöckner             | CDU    |        | 14 martie 2018    | 8 decembrie 2021  |
| 10    | Ministrul Federal pentru Familie, Persoane Vârstnice, Femei și Tineret    |         | Franziska Giffey           | SPD    |        | 14 martie 2018    | 20 martie 2021    |
| 10    | Ministrul Federal pentru Familie, Persoane Vârstnice, Femei și Tineret    |         | Christine Lambrecht        | SPD    |        | 20 martie 2021    | 8 decembrie 2021  |
| 11    | Ministrul Federal al Sănătății                                            |         | Jens Spahn                 | CDU    |        | 14 martie 2018    | 8 decembrie 2021  |
| 12    | Ministrul Federal al Transporturilor și Infrastructurii Digitale          |         | Andreas Scheuer            | CSU    |        | 14 martie 2018    | 8 decembrie 2021  |
| 13    | Ministrul Federal al Mediului, Protecției Naturii și Securității Nucleare |         | Svenja Schulze             | SPD    |        | 14 martie 2018    | 8 decembrie 2021  |
| 14    | Ministrul Federal al Educației și Cercetării                              |         | Anja Karliczek             | CDU    |        | 14 martie 2018    | 8 decembrie 2021  |
| 15    | Ministrul Federal al Cooperării Economice și Dezvoltării                  |         | Gerd Müller                | CSU    |        | 14 martie 2018    | 8 decembrie 2021  |
| 16    | Ministrul Federal pentru Misiuni Speciale (Șeful Cancelariei)             |         | Helge Braun                | CDU    |        | 14 martie 2018    | 8 decembrie 2021  |

## Criza guvernamentală din 2018
În iunie 2018 o criză guvernamentală a izbucnit în cabinet între ministrul de interne și președintele CSU, Horst Seehofer, și cancelara Angela Merkel, după ce Seehofer a elaborat un masterplan privind politicile de azil, conținând respingerea solicitanților de azil deja înregistrați în alte țări ale UE. Seehofer a amenințat că va demisiona din cauza crizei la 1 iulie, dar la 2 iulie a fost încheiat un acord între partidele surori CDU/CSU.